# Liste des directeurs du Muséum national d'histoire naturelle

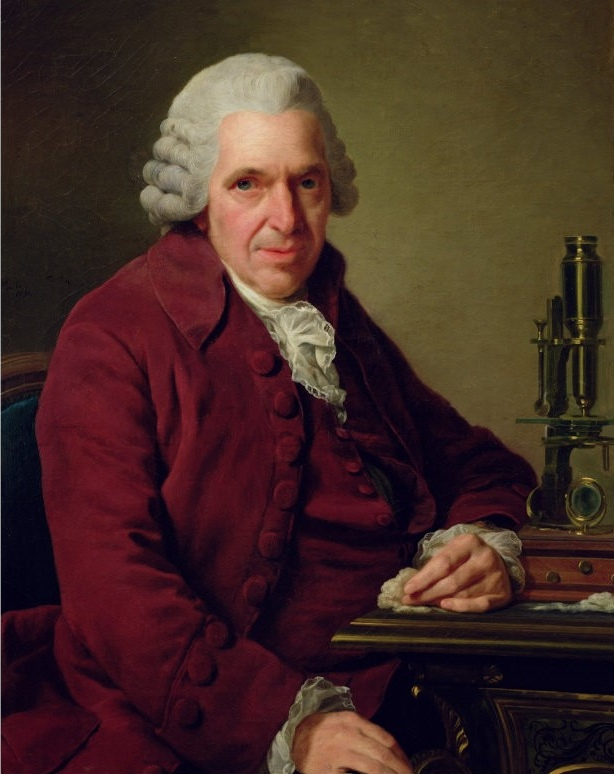
Louis Jean-Marie Daubenton en 1791, par Alexander Roslin
Succède durant la Révolution française au dernier surintendant du Jardin royal des plantes médicinales comme premier directeur du Muséum national d'histoire naturelle.

Le Muséum national d'histoire naturelle (MNHN), fondé en 1793, est un établissement français de recherche et de diffusion de la culture scientifique naturaliste. 
La charge de Surintendant du jardin royal des plantes médicinales est créée par Guy de La Brosse. Elle revient normalement au Premier médecin du roi sous l'Ancien Régime.
Le 20 août 1790, un décret de l'Assemblée nationale demande aux démonstrateurs du Jardin du roi de rédiger un projet pour sa réorganisation. La première assemblée vote le départ du marquis de La Billarderie et élit à l'unanimité Daubenton comme directeur. Il forme une commission comprenant Antoine-François Fourcroy, Bernard Lacépède et Antoine Portal. Celle-ci est chargée de rédiger le règlement de la nouvelle institution et d'en fixer le fonctionnement. Le corps des professeurs et leur directeur, élu et renouvelé chaque année devant être le garant de l'indépendance de la recherche. Mais le projet n'aboutit pas, l'Assemblée nationale ne donnant pas suite. En 1791, La Billarderie démissionne et est remplacé par Jacques-Henri Bernardin de Saint-Pierre. Ce n'est qu'en 1793 que Joseph Lakanal (1762-1845), apportant les collections du Prince de Condé rencontre Daubenton et découvre le projet de 1790. Lakanal le porte à l'Assemblée et, dès le lendemain 10 juin 1793, obtient le vote du décret établissant le Muséum national d'histoire naturel, lui donnant ainsi une existence juridique propre. Le poste d'intendant est alors remplacé par la fonction de directeur du Muséum d'histoire naturelle.
Le muséum est aujourd'hui doté du statut de grand établissement et placé sous tutelle conjointe des ministres de l'Enseignement supérieur et de la Recherche et de l'Environnement3,4. Son siège se trouve au jardin des Plantes mais il a d'autres sites à Paris et en France. Le Muséum dispose d'un personnel d'environ 2 000 membres dont 450 chercheurs. Depuis la réforme de 2001, il est dirigé par le président du Muséum national d'histoire naturelle, assisté de directeurs-généraux délégués.

## 1635-1793 Surintendant du Jardin royal des plantes
- 1635 à 1641 : Guy de La Brosse.
- 1641 à 1658 : Charles Bouvard[1],[2]
- 1658 à 1671 : Antoine Vallot.
- 1672 à 1693 : Antoine d'Aquin.
- 1693 à 1718 : Guy-Crescent Fagon[3]
- 1718 à 1732 : Pierre Chirac[4],[5]
- 1732 à 1739 : Charles François de Cisternay du Fay
- 1739 à 1788 : Georges-Louis Leclerc de Buffon.
- 1788 à 1791 : Auguste Charles César de Flahaut de La Billarderie.
- 1792 à 1793 : Jacques-Henri Bernardin de Saint-Pierre.

## 1793 - 1800 Directeur du Muséum, élu pour un an
- 1793 à 1794 : Louis Jean-Marie Daubenton.
- 1794 à 1795 : Antoine-Laurent de Jussieu.
- 1795 à 1796 : Bernard Lacépède.
- 1796 à 1797 : Louis Jean-Marie Daubenton.
- 1797 à 1798 : Louis Jean-Marie Daubenton.
- 1798 à 1799 : Antoine-Laurent de Jussieu.
- 1799 à 1800 : Antoine-Laurent de Jussieu.

## 1800 - 1863 Directeur du Muséum, élu pour deux ans
- 1800 à 1801 : Antoine-François Fourcroy.
- 1802 à 1803 : René Desfontaines.
- 1804 à 1805 : Antoine-François Fourcroy.
- 1806 à 1807 : René Desfontaines.
- 1808 à 1809 : Georges Cuvier.
- 1810 à 1811 : René Desfontaines.
- 1812 à 1813 : André Laugier.
- 1814 à 1815 : André Thouin.
- 1816 à 1817 : André Thouin.
- 1818 à 1819 : André Laugier.
- 1820 à 1821 : René Desfontaines.
- 1822 à 1823 : Georges Cuvier.
- 1824 à 1825 : Louis Cordier.
- 1826 à 1827 : Georges Cuvier.
- 1828 à 1829 : René Desfontaines.
- 1830 à 1831 : Georges Cuvier.
- 1832 à 1833 : Louis Cordier.
- 1834 à 1835 : Adrien de Jussieu.
- 1836 à 1837 : Michel-Eugène Chevreul.
- 1838 à 1839 : Louis Cordier.
- 1840 à 1841 : Michel-Eugène Chevreul.
- 1842 à 1843 : Adrien de Jussieu.
- 1844 à 1845 : Michel-Eugène Chevreul.
- 1846 à 1847 : Adolphe Brongniart.
- 1848 à 1849 : Adrien de Jussieu.
- 1850 à 1851 : Michel-Eugène Chevreul.
- 1852 à 1853 : André Marie Constant Duméril.
- 1854 à 1855 : Michel-Eugène Chevreul.
- 1856 à 1857 : Pierre Flourens.
- 1858 à 1859 : Michel-Eugène Chevreul.
- 1860 à 1861 : Isidore Geoffroy Saint-Hilaire.
- 1862 à 1863 : Michel-Eugène Chevreul.

## 1863 - 1999 Directeur du Muséum, nommé pour cinq ans
- 1863 à 1879 : Michel-Eugène Chevreul.
- 1879 à 1891 : Edmond Frémy.
- 1891 à 1900 : Alphonse Milne-Edwards.
- 1900 à 1919 : Edmond Perrier.
- 1919 à 1931 : Louis Mangin.
- 1932 à 1936 : Paul Lemoine.
- 1936 à 1942 : Louis Germain.
- 1942 à 1949 : Achille Urbain.
- 1951 à 1952 : René Jeannel.
- 1952 à 1965 : Roger Heim.
- 1966 à 1970 : Maurice Fontaine.
- 1971 à 1975 : Yves Le Grand.
- 1976 à 1985 : Jean Dorst.
- 1985 à 1990 : Philippe Taquet.
- 1990 à 1994 : Jacques Fabriès.
- 1994 à 1999 : Henry de Lumley.

## 2002 - Président du Muséum, nommé pour cinq ans
- 2002-2006 : Bernard Chevassus-au-Louis.
- 2006-2008 : André Menez
- 2009-2015 : Gilles Bœuf
- 2015-2023 : Bruno David
- 2023- : Gilles Bloch